# Ellen Lamm
Ellen Magdalena Lamm, född 28 oktober 1975 i Stockholm, är en svensk regissör, skådespelare och dramatiker. 

## Biografi
Ellen Lamm kommer från en välkänd kultursläkt (med bland andra farmors far professorn Martin Lamm) och är dotter till filmregissören Staffan Lamm och textilkonstnären Ingela Håkansson-Lamm. Hon började som barnskådespelare på Dramaten från tio års ålder i bland annat Ingmar Bergmans uppsättning av August Strindbergs Ett drömspel, där hon spelade huvudpersonen Agnes som barn (med Lena Olin som den vuxna Agnes). Hon medverkade också i framträdande roller i flera filmer av filmarparet Håkan Alexandersson och Carl Johan De Geer 1985-90.
År 1997-2001 drev hon den egna gruppen Trappteatern (bland andra uppsättningarna Pablo Picassos De fyra små flickorna, Boris Vians Faran, Frank Wedekinds Våren vaknar och Sam Shepards Fool for Love) och sedan 1997 har hon även varit verksam vid Dramaten som dramaturgi– och regiassistent; från 1999 som regissör. Bland uppsättningar på Dramaten kan nämnas Jane Eyre (2009), Brev från Eric Ericson (2011), Paradisets barn (2012), Vad är pengar? (2015) och Det blåser på månen (2017), Georges Feydeaus Förlovningen (2019). 
År 2005 startade hon också tillsammans med Filip Alexanderson gruppen Teater Hemma Hos, där hon bland annat regisserat Edward Goreys De onda barnen på Södra teatern. Hon har även dramatiserat/skrivit pjäser som Tildas hus på Dramaten 2001 och var en av regissörerna till SVT:s serie Hotell Opera 2009 och delar av Björnes magasin. Hon har även regisserat på Stockholms Parkteater, Riksteatern och Kulturhuset/Stadsteatern(Skillnadernas Stockholm, 2017). Martina Montelius Drömström och Rundlund (2007) inbjöds till Scenkonstbiennalen 2009.
Lamm är också verksam som operaregissör, senast med Orlando och La Traviata på Kungliga Operan (2019).

## Teater

### Roller (ej komplett)
| År   | Roll | Produktion                                                       | Regi           | Teater              |
| ---- | ---- | ---------------------------------------------------------------- | -------------- | ------------------- |
| 1986 |      | Ett drömspel August Strindberg                                   | Ingmar Bergman | Dramaten            |
| 1986 |      | Penthesilea Heinrich von Kleist                                  | Hilda Hellwig  | Dramaten            |
| 1987 |      | Den inbillade sjuke Molière                                      | Bernt Callenbo | Dramaten            |
| 1991 |      | Om att vara bästis med en person av motsatt kön Bullens brevfilm |                | Sveriges television |
| 2003 |      | Trettondagsafton William Shakespeare                             | John Caird     | Dramaten            |

### Regi (ej komplett)
| År   | Produktion                               | Upphovsmän                                                      | Teater                              |
| ---- | ---------------------------------------- | --------------------------------------------------------------- | ----------------------------------- |
| 2003 | Loranga, Masarin och Dartanjang          | Barbro Lindgren                                                 | Frontalteatern/ Parkteatern         |
| 2004 | Valpen                                   | Henning Mankell                                                 | Dramaten/ Strindbergs Intima Teater |
| 2009 | Jane Eyre                                | Charlotte Brontë                                                | Dramaten                            |
| 2011 | Brev från Eric Ericson                   | Eric Ericson                                                    | Dramaten                            |
| 2012 | Paradisets barn                          | Jacques Prévert                                                 | Dramaten                            |
| 2012 | Titta livet!                             | Barbro Lindgren/Lucas Svensson                                  | Dramaten                            |
| 2015 | Vad är pengar?                           | Andreas Cervenka/Magnus Florin                                  | Dramaten                            |
| 2017 | Det blåser på månen The Wind on the Moon | Eric Linklater                                                  | Dramaten                            |
| 2017 | Skillnadernas Stockholm                  | Ellen Lamm och Eric Ericson                                     | Kulturhuset Stadsteatern            |
| 2019 | Förlovningen Un fil à la patte           | Georges Feydeau Översättning Katrin Ahlgren                     | Dramaten                            |
| 2020 | Maj                                      | Kristina Sandberg Dramatisering Pia Gradvall och Magnus Lindman | Dramaten                            |

## Filmografi
- 1985 – Tvätten
- 1987 – Spårvagn till havet
- 1989 – Nils Olof Andersson (N.O.A)
- 1990 – Werther